# Сулима, Николай Семёнович
Никола́й Семёнович Сулима́ (13 января 1777 — 21 октября 1840, Санкт-Петербург) — военный и государственный деятель Российской империи, потомок украинского гетмана Ивана Сулимы. Герой Отечественной войны 1812 года — командовал Таврическим гренадерским полком в Бородинской битве, в боях под Тарутиным и Красным (где взял в плен тысячу французов). Генерал-лейтенант. Генерал-губернатор Восточной Сибири (в 1833—1834), а после — генерал-губернатор Западной Сибири (1834—1836) и командующий Отдельным Сибирским корпусом. Член Военного Совета Российской империи (1836—1837), член Государственного контроля Российской империи при Комитете министров Российской империи (1837—1840).

## Происхождение
Является прямым потомком гетмана Войска Запорожского Ивана Сулимы (гетман в 1628—1629, 1630—1635). Является правнуком генерального хорунжего Ивана Фёдоровича Сулимы (?—1721) и Марии Леонтьевны Полуботок (сестра гетмана Полуботка); внуком Семёна Ивановича Сулимы (?—27.5.1766; переяславский полковник Войска Запорожского); сыном надворного советника Семена Семёновича Сулимы и княжны Марии Васильевны Несвицкой, которая была дочерью губернатора Санкт-Петербурга в 1761—1764 годах князя Василия Несвицкого.
Гетман Сулима заслужил добрую память на Украине тем, что под его командованием Войско Запорожское разрушило крепость Кодак, построенную поляками на берегу Днепра выше днепровых порогов, напротив украинского казацкого «городка Самарь с перевозом», для препятствования сплава по Днепру казаков и «беглых крестьян» в обширные земли Войска Запорожского на юге Украины.

## Биография

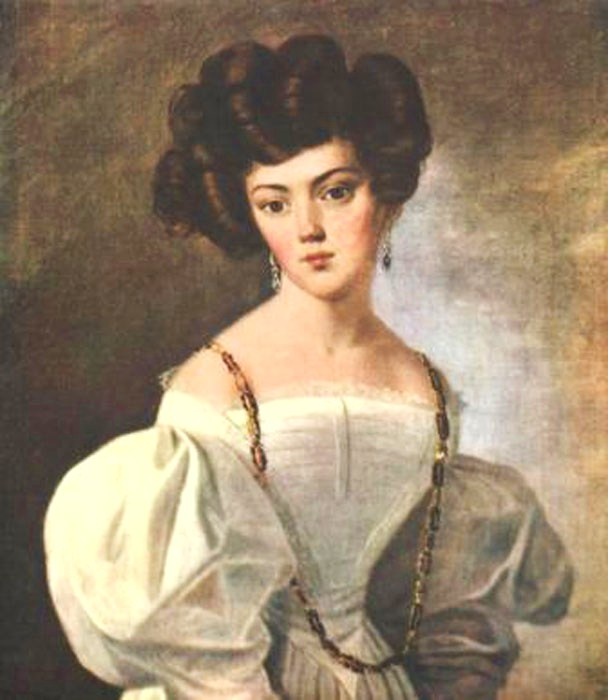
Екатерина Николаевна, дочь

- 1791 — Отдан в сухопутный шляхетский корпус.
- 1792 — Записан в Семёновский полк.
- 1797 — Переведён прапорщиком в Нашебургский пехотный полк.
- 1797 — Подпоручик.
- 1799 — Поручик.
- 1799 — Переведён в Измайловский полк.
- 1800 — Штабс-капитан.
- 1803 — Капитан.
- 11 октября 1803 — Полковник.
- 20 октября 1804 — Командир Московского мушкетерского полка, участвовал в походе по Галиции, Силезии, Богемии, Моравии и Австрии.
- 29 октября 1805 — Отличился под Дюренштейном, где со своим полком на несколько часов задержал дивизию Дюпона и отбил у неприятеля знамя. Награждён орденом св. Владимира IV степени.
- 20 ноября 1805 — Во время битвы под Аустерлицем ранен и взят в плен, но был обменян в течение недели.
- 23 октября 1806 — Уволился со службы.
- 30 марта 1810 — Вновь поступил на службу.
- 18 сентября 1811 — Командир Таврического гренадерского полка, с которым участвовал в Отечественной войне[3], в битвах под Витебском, Смоленском, в Бородинском сражении (за отличие произведен в генерал-майоры), Спасском (контужен в ногу), в боях под Тарутиным и Красным (отбил у неприятеля шесть орудий и взял в плен более тысячи человек, за что был награждён орденом св. Георгия III степени).
- 1813—1814 — Во главе полка участвовал в заграничных походах, был в сражениях при Люцене, Кёнигсварте, Бауцене (золотая шпага с надписью «за храбрость» и прусский орден Красного орла II степени) и Лейпциге (орден св. Анны I степени). Участвовал во взятии Парижа (алмазные знаки к ордену св. Анны).
- 1 октября 1814 — Командир 1-й бригады 2-й гренадерской дивизии.
- 31 января 1817 — Вышел в отставку.
- 15 мая 1817 — Вновь принят на службу с назначением командиром 3-й бригады 17-й пехотной дивизии.
- 17 апреля 1822 — Командир 3-й бригады 14-й пехотной дивизии.
- 22 августа 1822 — Орден св. Владимира II степени.
- 16 сентября 1826 — Начальник 11-й пехотной дивизии.
- 1 января 1827 — Начальник 16-й пехотной дивизии.
- 17 мая 1827 — Генерал-лейтенант (за отличие).
- 1828 — Участвовал в сражениях при Силистрии, Шумле, Кульче и Андрианополе.
- 1831 — Участвовал в подавлении Польского восстания, отличился при штурме Варшавы (орден св. Александра Невского).
- 1832 — Председатель Верховного Варшавского уголовного суда.
- 6 декабря 1833 — Генерал-губернатор Восточной Сибири.
- Март 1834 — Командир отдельного Сибирского корпуса, генерал-губернатор Западной Сибири.
- 1835 — Алмазные знаки к ордену св. Александра Невского.
- 28 января 1836 — Уволен с должности генерал-губернатора по болезни с назначением членом Военного Совета.
- 13 января 1837 — Член Совета государственного контроля.
- 21 октября 1840 — Скончался.

Похоронен в Троице-Сергиевой Приморской пустыни.

## Семья
Николай Семёнович был женат на Елене Яковлевне Репнинской (дочь генерал-поручика Якова Николаевича Репнинского, внучка Николая Репнинского, незаконнорожденного сына фельдмаршала Аникиты Ивановича Репнина). Их дочь — Екатерина Семёновна Сулима (1811—1845) была женой князя Алексея Петровича Кропоткина, их сын — географ, знаменитый анархист князь Петр Алексеевич Кропоткин.